# Kindhouding
Balasana ook wel Shashankasana (Sanskriet voor kindhouding of maanhouding) is een veelvoorkomende houding of asana.
| Sanskriet | vertaling                   |
| --------- | --------------------------- |
| bala      | kind                        |
| Shashanka | maan                        |
| asana     | houding (letterlijk: 'zit') |

## Beschrijving
Deze yogahouding wordt geknield uitgevoerd, achterwerk op de hielen. De armen liggen los naar achteren, langs de dijen. Buig langzaam voorover tot het hoofd op de vloer rust, de handen glijden zo ver mogelijk naar de hielen toe. Adem in en uit op een vloeiende manier en wees bewust van de ademhaling. Houd de houding aan zolang het goed voelt en comfortabel is.
De Kindhouding is een ontspannende houding die een vervolg is op veel andere asana's. Vooral wanneer deze intense spanning met zich mee hebben gebracht, brengt de kindhouding de rust terug in het lichaam.
Balasana is maakt onderdeel uit van de yogaserie de Maangroet.

### Variatie
Voor de Kindhouding is ook een aangepaste versie die speciaal voor zwangere vrouwen is. Hierbij worden de knieën iets uit elkaar gezet, zodat er plaats vrijkomt voor de dikkere buik.
Verder wordt de houding ook wel uitgevoerd met de handen naar voeren en met de palmen op de grond.